# Белонг
Белонг (фр. Beylongue) насеље је и општина у југозападној Француској у региону Аквитанија, у департману Ланд која припада префектури Дакс.
По подацима из 2011. године у општини је живело 372 становника, а густина насељености је износила 9,92 становника/km². Општина се простире на површини од 37,51 km². Налази се на средњој надморској висини од 92 метара (максималној 103 m, а минималној 35 m).

## Демографија
| 1962. | 1968. | 1975. | 1982. | 1990. | 1999. | 2011. |
| ----- | ----- | ----- | ----- | ----- | ----- | ----- |
| 282   | 393   | 372   | 317   | 305   | 300   | 372   |

График промене броја становника у току последњих година